# 部分社会論
部分社会論（ぶぶんしゃかいろん）とは、日本の司法において、団体内部の規律問題については司法審査が及ばない、とする法理。部分社会の法理とも言われる。但し、部分社会の法規範が全体社会の価値観と相容れない限りにおいては、裁判所は全体社会の法規範を部分社会に強制して紛争を解決することになる。部分社会論で扱う団体内部の規律としては校則，条例，職務規程や就業規則が該当する。

## 概要

### 部分社会論の成り立ち
かつて、大日本帝国憲法下では特別権力関係論があったが、戦後の日本国憲法においては、この法理が通用しなくなった。憲法の理念に即して修正を試みた「修正特別権力関係論」も提案されたが短期間で廃止され、昭和52年の富山大学事件で最高裁判所が部分社会論を採用するに至った。
特別権力関係論は公権力と国民の関係を規定するものであり、私的な団体と個人の関係も包摂する部分社会論とは議論の対象が同一ではない。しかしながら、富山大学事件以来、修正特別権力関係論の衰退と相俟って部分社会論は司法権の限界を論じるに当たり広く議論の対象となるようになった。

### 根拠
部分社会論を正当化する根拠の一つとしては当該個人がその団体すなわち部分社会に入るか否かの自由を有していることが挙げられる。
すなわち、その団体が独自の処分権限を有することを事前に承認した上でその団体に入り、その承認した手続に基づき処分されたのであるから、その点においては事前の同意があるといえるからである。
また、同時に部分社会として認知される団体は人的集合体であるから、その団体内で規律を保つために規定や手続を定める必要がある。そこで、その手続に一定の合理性がある限りその手続を承認して団体に入ったものはその適用を受ける、という考えに基づく。
なお、部分社会論を肯定することは法多元主義の考えを肯定することになり、法一元主義の考え方からこの理論を肯定することは困難であると考えられる。

### 司法審査がどこまで可能か
後掲の判例を見ると、「部分社会の内部の紛争は司法審査が及ばず、外部にまで影響を受ける（市民法秩序に影響する）ものは審査の対象になる」という定式化ができる。が、一概に内部紛争の審査ができないとは言えず、部分社会の性質によって個別に判断を要するとされる。
例として、部分社会の法理によれば、構成員（学生・生徒、従業員）の校則違反や就業規則違反に対しての制裁は学内制裁・社内制裁（退学・懲戒解雇等）の根拠にはなるが、賠償請求等の司法審査の対象とはならない。

#### 全体社会との関係
例えば「日本」を全体社会とした場合、この全体社会の一部となる社会を部分社会と呼ぶ。この時、全体社会の法規範と衝突する部分社会の法規範をどこまで尊重するかが問題となる。部分社会の法規範は、全体社会の法規範と有機的な関連をもって規範的な統一性をもつ限りにおいて尊重されるものの、全体社会の価値観と相容れない限りにおいては、裁判所は全体社会の法規範を部分社会に強制して紛争を解決することになる。

## 判例

### 司法審査の対象になるもの
- 地方議会の除名処分（決議無効確認並びに損害賠償請求、最高裁判所昭和35年3月9日大法廷判決。民集14巻3号355頁。判例検索システム、2014年8月30日閲覧）
- 大学専攻科の修了認定（富山大学事件、最高裁判所昭和52年3月15日第三小法廷判決。民集31巻2号280頁。判例検索システム、2014年8月30日閲覧）
- 地方議会の出席停止処分（最高裁判所令和2年11月25日大法廷判決。判例検索システム、2020年11月25日閲覧）

### 司法審査の対象にならないもの
- 大学の単位認定（富山大学事件、最高裁判所昭和52年3月15日第三小法廷判決。民集31巻2号234頁。判例検索システム、2014年8月30日閲覧）
- 政党内部の除名（共産党袴田事件、最高裁判所昭和63年12月20日判決）